# Adecom-Lácara
No confundir con la Mancomunidad Integral Lácara-Los Baldíos (anteriormente denominada Lácara-Norte) 
No confundir con la Mancomunidad Integral de Servicios "Vegas Bajas" (anteriormente denominada Lácara-Sur)
Adecom-Lácara (Asociación para el Desarrollo de la Comarca de Lácara) es una asociación turística comarcal en la provincia de Badajoz (España). Su área de influencia limita al norte con la provincia de Cáceres en los términos municipales de Puebla de Obando, Carmonita y Cordobilla de Lácara, al este, sur y oeste con el término de Mérida y con el de Badajoz que estrangula la continuidad territorial de la comarca, introduciéndose en la mayoría de los términos municipales, por lo que algunas localidades están vinculadas por elementos históricos con la comarca Tierra de Badajoz (y su partido judicial) y otras con la comarca Tierra de Mérida - Vegas Bajas (y los partidos judiciales de Mérida y de Montijo). Además, dentro de este espacio reconocemos varias mancomunidades integrales, como la de Vegas Bajas, Municipios Centro y las localidades de la zona Lácara Norte, en Lácara - Los Baldíos.
La Asociación para el Desarrollo de la Comarca de Lácara se constituye jurídicamente en 1997, desarrollado diferentes iniciativas europeas (PRODER I, PRODER II, PROGRAMA ENFOQUE LEADER...), junto a otras procedentes de distintas instituciones públicas y privadas para el desarrollo de la comarca. Está integrada en la Red Extremeña de Desarrollo Rural para potenciar los recursos turísticos de las comarcas extremeñas.
Los municipios que comprende está entidad exceden el espacio comprendido por la rivera de Lácara de la que toma su nombre: Aljucén, Arroyo de San Serván, Barbaño (entidad local menor perteneciente a Montijo), Calamonte, Carmonita, Cordobilla de Lácara, El Carrascalejo, Esparragalejo, Guadiana, Guadajira (entidad local menor perteneciente a Lobón), La Garrovilla, La Nava de Santiago, La Roca de la Sierra, Lobón, Mirandilla, Montijo, Puebla de la Calzada, Puebla de Obando, Pueblonuevo del Guadiana, Talavera la Real, Torremayor, Trujillanos, Valdelacalzada y la pedanía montijana de Lácara (muy próximas a las pedanías del término municipal de Badajoz que también pertenecen a esta asociación: Alcazaba, Alvarado, Balboa, Gévora, Novelda del Guadiana, Sagrajas, Valdebótoa y Villafranco del Guadiana).

## Obras de consulta
- Iglesias Aunión, Pablo: Historia de la Comarca de Lácara. Del Medievo a los Tiempos Modernos. Adecom-Lácara y Excma. Diputación Provincial de Badajoz. Primera Edición, 2000 (2ª edición 2001).